# Računarska sabotaža
Računarska sabotaža je tip računarskog kriminaliteta koja se sastoji u uništenju ili oštećenju računara i drugih uređaja za obradu podataka u okviru računarskih sistema ili brisanju, menjanju, odnosno sprečavanju korišćenja informacija sadržanih u memoriji informatičkih uređaja.

## Pojam računarske sabotaže
Prema Krivičnom zakoniku Republike Srbije, računarska sabotaža predstavlja unošenje, uništenje, brisanje, izmena, oštećenje, prikrivanje ili na drugi način činjenje neupotrebljivim računarske podatke ili programe ili uništenje ili oštećenje računara ili drugih uređaja za elektronsku obradu ili prenos podataka sa namerom da onemogući ili znatno omete postupak elektronske obrade i prenosa podataka koji su od značaja za državne organe, javne službe, ustanove, preduzeća ili druge subjekte.
Takođe, u Krivičnom zakoniku je za ovo krivično delo propisana kazna zatvora od šest meseci do pet godina.
Računarska sabotaža, kao i neovlašćeno korišćenje računara i računarske mreže, predstavlja napad na računarski podatak ili program ili računar, kao i neki drugi uređaj za elektronsku obradu ili prenos podataka. Suštinska razlika između ova dva krivična dela je u posebnom svojstvu oštećenog. Naime, ovi objekti moraju da pripadaju državnom organu, javnoj službi ili drugim pravnim licima kao što su ustanove, preduzeća ili druge organizacije, nasuprot neovlašćenom korišćenju računara i računarske mreže gde se smatra da je krivično delo izvršeno nad objektom koji je u privatnom vlasništvu.

## Veza računarske sabotaže i računarskog terorizma
Unapređenjem informacionih tehnologija postaju dostupne velikom broju ljudi, koji ih koriste u različite svrhe, pa i za vršenje krivičnih dela terorizma. Kada je reč o računarskom terorizmu, danas postoji realna opasnost da informatički resursi, a posebno globalne informatičke mreže, postanu i veoma efikasno sredstvo u rukama terorista, omogućavajući da ostvare svoje namere. Ono što povećava opasnost kad je reč o tome da će teroristi u narednom periodu sve vise koristiti visoku tehnologiju za ostvarenje svojih destruktivnih ciljeva jesu izvori "talenata" koji mogu da obezbede stručnjake ili specijaliste koji su sposobni da vrše računarsku sabotažu i špijunažu visokog nivoa, da od terorista preuzimaju zadatake po ugovoru, ili da obučavaju teroriste za tajne akcije putem visoke tehnologije i za strategijski terorizam koji treba da izvršava veoma disciplinovan i organizovan kadar. Globalni izvor talenata, predstavljaju osobe koje su nezaposleni tehnološki stručnjaci iz zemalja trećeg sveta, zapadni tehnološki stručnjaci, visokostručni kadrovi bivših tajnih službi i specijalizovane snage istočnog bloka (Štazi, Spectnaz, Osnaz, Sekuritatea...).

## Dela sabotaže u svetu
Kao primer ovih terorističkih organizacija koje koriste visoku tehnologiju za računarsku špijunažu i sabotažu, može se navesti Irska republikanska armija (engl. Irish Republican Army — IRA), koja je 1997. godine šokirala englesku javnost, upućivanjem pretnje da će pored bombi, atentata i drugih oblika terorističkih akata početi da koristi elektronske napade na poslovne i vladine računarske sisteme.
Računarska sabotaža se ne prepisuje samo terorističkim organizacijama, već i pojedincima. Radnik u NASA-i je 2007. godine namerno oštetio računar koji je trebao da bude isporučen na međunarodnu svemirsku stanicu šatlom Endevor (engl. Endeavour).
Sa porastom opasnosti od računarske sabotaže i špijunaže, zemlje sveta posvećuju sve više pažnje borbi protiv ovog vida kriminala. Pentagon je 2011. godine odlučio da računarske sabotaže i špijunaže, koje su izvršene od strane drugih zemalja, posmatara isto kao i objavu rata, što bi bio povod da Sjedinjene Američke Države upotrebe tradicionalne vojne snage. Pentagon je osmislio strategiju za borbu protiv hakera, koji bi predstavljali opasnost za Američke nuklearne reaktore, metroe ili cevovode.

## Slučajevi u Srbiji
Slučajevi računarske sabotaže pojedinačnih počinilaca i organizovanih grupa su takođe zabeleženi i u Srbiji. U Beogradu je u 8. marta 2012. godine uhapšena osoba zbog pokušaja onemogućavanja i ometanja rada i funkcionisanja internet prezentacija ministarstava Vlade Republike Srbije, političkih stranaka, akademskih institucija i preduzeća. Pored toga, 2011. godine, zabeležen je i slučaj bivše radnice „Ingliš buk“ koja je revoltirana zbog činjenice da joj ugovor o zaposlenju neće biti produžen, odnela firmin laptop kući i sa njega izbrisala sve podatke, kao i određen sadržaj neophodan za poslovanje.

## Organizovana grupa Anonimusi
U Srbiji ima oko 70 hakera koji su sposobni da nanesu veću štetu računarima nego što je to promena naslovne strane sajta, a u Piratskoj partiji procenjuju da u Srbiji ima čak oko 10.000 „anonimusa" Kako se navodi na sajtu ove grupe, " je online zajednica pojedinaca koja zastupa ideju o slobodnom softveru, slobodnom govoru, slobodnom protoku informacija i ukidanju svakog vida cenzure. Osnovni cilj je podizanje javne svesti o problemima koje cenzura donosi. Anonymous nema lidere i vođe, niti okuplja istomišljenike, već se zalaže za različitost i slobodnu razmenu ideja".
Otkako se organizacija Anonimus pojavila u svetu i počela da deluje, bilo je pitanje dana kada će ogranak iste osvanuti i u Srbiji. Anonimni su objavili svoju poruku na Jutjubu za građane Srbije pod nazivom "Anonymous Serbia", a imaju i svoj zvanični web sajt. Organizacija je napravila i svoju Fejsbuk stranicu, dok na web sajtu postoji i forum na kome se može raspravljati o njihovim aktivnostima
Jedan od njihovih poduhvata je i napad na sajt Republičkog javnog tužilaštva i Ministarstva pravde, pri čemu se kasnije otkriven pojedinac sumnjiči za računarsku sabotažu, neovlašćeni pristup zaštićenom računaru, računarskoj mreži i elektronskoj obradi podataka.
Hakerska grupa Anonimus srušila je i sajtove Grand Produkcije, Siti Rekordsa i SOKOJ-a. Umesto uobičajenog sadržaja na naslovnim stranam ovih sajtova postavljena je bela pozadina sa naslovom "počelo je" i potpisom "Anonymus Srbija".

## Spoljašnje veze
- Šta je računarska sabotaža
- Krivični zakonik Republike Srbije
- Pojam računarske sabotaže u SAD
- SAD u borbi protiv računarske sabotaže
- Primeri opasnosti po računarsku sigurnost